# Бад Шандау
Бад Шандау (на немски: Bad Schandau; на чешки: Žandov) е град в Германия, разположен в окръг Саксонска Швейцария - Източен Ерцгебирге, провинция Саксония. Към 31 декември 2011 година населението на града е 4009 души.